# Павлівка (Івано-Франківський район)
Павлі́вка (до 1946 р.—  Павéлче) — село Івано-Франківського району Івано-Франківської області. Входить до складу Ямницької сільської громади.
Село поділяється умовно на дві частини трасою, яка веде на Калуш.

## Назва
7 червня 1946 року указом Президії Верховної Ради УРСР село Павелче Станіславського району перейменовано на село Павлівка і Павелченську сільську раду — на Павлівська.

## Географія
Селом протікає річка Ямниця.

## Історія
Тут є цвинтар вояків австро-угорської армії, полеглих у роки Першої світової війни, знищений радянською владою, віднайдений і впорядкований у 2022 році.

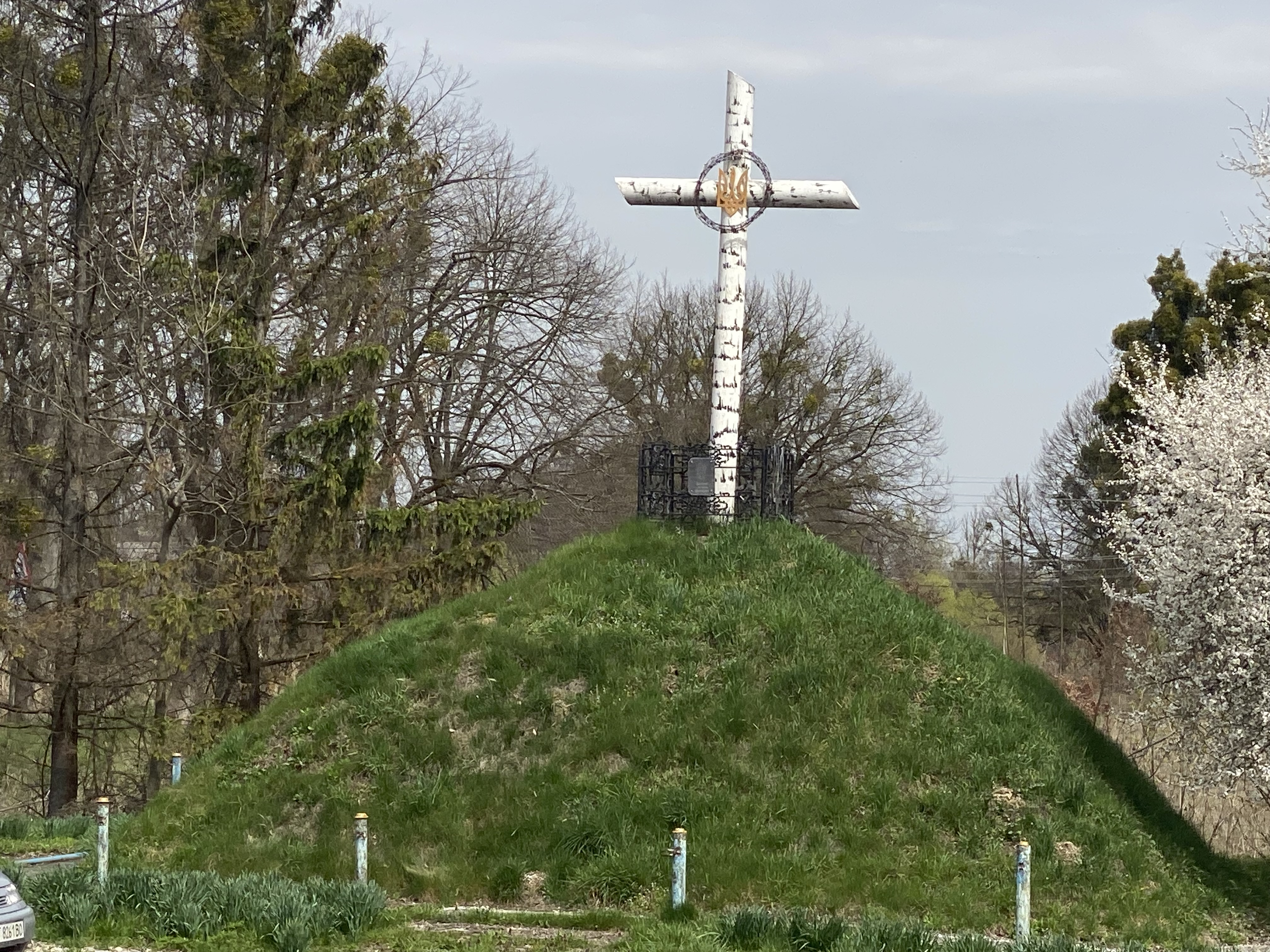
Символічна могила Борцям за Волю України

130 жителів села брали участь в боротьбі за Україну в лавах ОУН та УПА, 97 із них загинули в боях чи на засланні.

## Населення

### Мова
Розподіл населення за рідною мовою за даними перепису 2001 року:
| Мова       | Кількість | Відсоток |
| ---------- | --------- | -------- |
| українська | 2239      | 99.73%   |
| російська  | 3         | 0.12%    |
| білоруська | 1         | 0.05%    |
| вірменська | 1         | 0.05%    |
| румунська  | 1         | 0.05%    |
| Усього     | 2245      | 100%     |

## Визначні люди

### Народились
- Бора Богдан — український поет, педагог, журналіст, громадський і культурний діяч. Учасник визвольних боїв 1940-х pp. у складі дивізії «Галичина».
- Матіяш Василь — український диригент, співак-баритон, громадський і пластовий діяч.
- Соколан Ярослав Тадейович — український художник, член НСХУ.
- Целевич Юліан Андрійович — галицький педагог, історик, просвітницький діяч.
- Когуч Борис Федорович-«Боян» — політвиховник ТВ-22 «Чорний ліс», лицар Бронзового хреста бойової заслуги УПА.
- Когуч Павло Михайлович-«Павло» — командир сотень УПА «Заведії» і «Месники», керівник Станиславівського надрайонного проводу ОУН, лицар Бронзового хреста бойової заслуги УПА.

### Померли
- Петраш Михайло Карлович-«Явір» — командир сотні «Стріла», лицар Бронзового хреста бойової заслуги УПА.